# Wilhelm Pape (Politiker)
Wilhelm Pape (* 13. Januar 1908; † ?) war ein deutscher Politiker (SPD) und er war für Bremerhaven Mitglied der Bremischen Bürgerschaft.

## Biografie
Pape war als Gewerkschaftssekretär in Bremerhaven tätig und von vor 1951 bis nach 1964 Vorsitzender der ÖTV-Bezirksverwaltung Weser-Ems, die um 1961 rund 58.000 Mitglieder hatte.
Er wurde Mitglied der SPD und war aktiv im Vorstand seines SPD-Ortsvereins.
Von 1951 bis 1955 gehörte er der 3. Bremischen Bürgerschaft an und war dort Mitglied verschiedener Deputationen.